# Cryptomator
Cryptomator（クリプトメーター）は、オープンソースの暗号化ソフトウェアである。

## 概要
Cryptomator（クリプトメーター）は、Skymaticが開発しているオープンソースの暗号化ソフトウェアである。クラウドストレージにアップロードするデータの暗号化などを目的としており、ユーザーがソフトウェア上で設定したパスワードをもとに暗号化が行われる。ただし、クラウドストレージにアップロードせずにローカル環境で利用することも可能である。利用にアカウントなどは必要なく、ソフトウェアをインストールしパスワードを設定するのみでよい。
パスワードを設定すると暗号化後のファイルを保存するフォルダが作成され、Cryptomatorからパスワードを入力して復号しないとファイルを閲覧・編集できなくなる。クラウドストレージにアップロードする際の効率化のため、暗号化後のファイル容量は暗号化前のファイル容量により上下し、ファイルの追加や削除が行われてもすべてのデータではなく一部のデータの更新のみで済むように設計されている。
また、FTPクライアントのCyberduckにはバージョン6.0以降、Cryptomatorの暗号化機能が内蔵されており、FTPサーバやWebDAVサーバ、クラウドストレージサービスにアップデートするデータを簡単に暗号化・復号できる。

## 他の暗号化ソフトウェアとの相違点

### VeraCryptとの相違点
VeraCryptはパーティションまたは容量固定の単一ファイル(暗号化された仮想的なディスク)を作成するが、Cryptomatorは暗号化されたファイルを保存する容量可変のフォルダを作成するため、VeraCryptは1GBの仮想ディスクを作成すると保存したファイルの容量が1MBであっても1GBのディスク容量を消費するのに対し、Cryptomatorは暗号化前のファイルの容量と暗号化後のファイルの容量が概ね同じサイズになるため無駄な容量を消費しない。しかしそれ故に、Cryptomatorの場合は保存されているファイルの概ねの容量を推測できてしまう。
また、逆に両者の似ている部分としてアカウントなどの登録なしでパスワードなどのみで暗号化が可能である点がある。

### ウェブページ
- Cryptomator 公式サイト
- Cryptomator Blog

### SNS
- Cryptomator(@Cryptomator) - Twitter
- Cryptomator - Facebook
- Cryptomator - GitHub

### ソフトウェア
- Cryptomator ダウンロードページ
- Cryptomator - Android版(Google Play)
- Cryptomator - iOS版(App Store)